# Osvaldo Andrade
Osvaldo Raúl Andrade Lara (Santiago, 2 de junio de 1953) es un abogado y político chileno. Miembro del Partido Socialista (desde 1968), del cual ejerció como presidente entre 2010 y 2015. Se ha desempeñado como ministro del Trabajo y Previsión Social durante el primer gobierno de la presidenta Michelle Bachelet desde 2006 hasta 2008, diputado por el distrito 29 y presidente de la Cámara de Diputados de Chile en el período 2016-2017.

## Biografía
Nacido y criado en la comuna de Puente Alto, es hijo de Carmen Lara, una auxiliar de enfermería, y de Osvaldo Andrade, un obrero socialista que incursionó como inspector de mataderos y que terminó siendo regidor en tiempos del presidente Eduardo Frei Montalva.
Estudió en la Escuela Domingo Matte Mesías y luego cursó la carrera de derecho en la Pontificia Universidad Católica (PUC, 1976) y la Universidad de Salamanca, en España (licenciatura en 1987, validando el título en Chile en 1989). En su época de estudiante estrechó relaciones con los después senadores del partido de derecha Unión Demócrata Independiente (UDI) Andrés Chadwick, Juan Antonio Coloma Correa quienes cursaban distintos niveles de la carrera. Fue también compañero de Carlos Bombal y alumno de Jaime Guzmán —colaborador del general Augusto Pinochet en la dictadura militar de 1973-1990—, quien incluso intercedió para su reintegración tras su expulsión de la casa de estudios a principios de 1974.
Entre octubre de 1973 y fines de 1978 pasó por casi todos los recintos de detención del país: Investigaciones de Puente Alto, la cárcel de San Bernardo, el cuartel central de Investigaciones, el Estadio Chile, la Penitenciaría, Villa Grimaldi, Cuatro Álamos y Puchuncaví.
Varios años viviría en la clandestinidad, haciéndose llamar Marcelo.
Se vinculó con la Pastoral Obrera y, desde los años 1970, asesoró a organizaciones de trabajadores para negociaciones colectivas, destacándose su apoyo a la Confederación de Panificadores y a algunos sindicatos de Empresas CMPC.
En 1984 conoció a Bachelet cuando decidió sumarse a la corriente almeydista.
En 1991 trabajó en la Municipalidad de El Bosque como secretario municipal. Fue candidato a diputado en 2001 por el distrito 27 (La Cisterna, El Bosque y San Ramón) obteniendo un 16,10 % de las preferencias (7406 votos), insuficientes para ser proclamado parlamentario.
Ejerció entonces como director de las sanitarias Emssat y Essat hasta que ambas fueron concesionadas.
En 2000 fue presidente de la Comisión de Desarrollo Regional y Local del programa de Gobierno de la Concertación de Partidos por la Democracia durante la campaña presidencial de Ricardo Lagos. Al momento de ser designado ministro, en marzo de 2006, se desempeñaba como vicepresidente del PS.
Experto electoral, fue el secretario ejecutivo del partido durante las elecciones parlamentarias de 2005 y uno de los principales impulsores del cambio del senador José Antonio Viera-Gallo por el diputado Alejandro Navarro como candidato a la Cámara Alta por la Región del Biobío Costa ese mismo año.
Dejó la cartera en diciembre de 2008 para lanzar su candidatura a diputado por el Distrito 29 (Puente Alto, San José de Maipo, Pirque y La Pintana) de cara a los comicios de diciembre de 2009, en los que resultó elegido con la primera mayoría.
A mediados de 2010 alcanzó el apoyo de la colectividad para instalarse como presidente de la tienda, la cual no tenía un líder titular desde fines de enero. A fines de 2012 fue reelecto en el cargo por amplia mayoría.
Fue coordinador general de la Concertación desde 2012 hasta el reemplazo de esta en 2013 por la Nueva Mayoría.
Destacado jugador de baloncestista en su juventud, se le considera muy cercano a Camilo Escalona en la tendencia partidaria conocida como Nueva Izquierda.

## Historia electoral

### Elecciones parlamentarias de 2001
- Elecciones parlamentarias de 2001 para el Distrito 27, El Bosque, La Cisterna y San Ramón[10]

| Candidato                | Pacto                           | Partido | Votos  | %     | Resultado |
| ------------------------ | ------------------------------- | ------- | ------ | ----- | --------- |
| Iván Moreira Barros      | Alianza por Chile               | UDI     | 65 777 | 42,45 | Diputado  |
| Eliana Caraball Martínez | Concertación por la Democracia  | PDC     | 36 832 | 23,77 | Diputada  |
| Osvaldo Andrade Lara     | Concertación por la Democracia  | PS      | 30 766 | 19,85 |           |
| José Flores López        | Partido Comunista de Chile      | PC      | 6121   | 3,95  |           |
| Osvaldo Silva Serqueira  | Alianza por Chile               | RN      | 4722   | 3,05  |           |
| Gladys González Núñez    | Independientes (Fuera de Pacto) | IND     | 4252   | 2,74  |           |
| Max Pardo Ramírez        | Partido Comunista de Chile      | PC      | 3284   | 2,12  |           |
| Gabriel Pinto Uribe      | Partido Humanista de Chile      | PH      | 1957   | 1,26  |           |
| Ángel Antonelli Gatica   | Partido Humanista de Chile      | PH      | 1244   | 0,80  |           |

### Elecciones parlamentarias de 2009
- Elecciones parlamentarias de 2009 para el Distrito 29, La Pintana, Pirque, Puente Alto y San José de Maipo[11]

| Candidato                     | Pacto                                            | Partido | Votos  | %     | Resultado |
| ----------------------------- | ------------------------------------------------ | ------- | ------ | ----- | --------- |
| Osvaldo Andrade Lara          | Concertación y Juntos Podemos por más Democracia | PS      | 54 692 | 29,88 | Diputado  |
| Leopoldo Pérez Lahsen         | Coalición por el Cambio                          | RN      | 45 080 | 24,63 | Diputado  |
| Francisco Moreno Guzmán       | Coalición por el Cambio                          | UDI     | 41 994 | 22,94 |           |
| Walter Oliva Munizaga         | Concertación y Juntos Podemos por más Democracia | PDC     | 25 829 | 14,11 |           |
| Evaristo Vargas Estrada       | Nueva Mayoría para Chile                         | PH      | 6095   | 3,33  |           |
| Claudio Hidalgo Moraga        | Chile Limpio Vote Feliz                          | PRI     | 4711   | 2,57  |           |
| Amador Palavecinos Fuenzalida | Chile Limpio Vote Feliz                          | PRI     | 4618   | 2,52  |           |

### Elecciones parlamentarias de 2013
- Elecciones parlamentarias de 2013 para el Distrito 29, La Pintana, Pirque, Puente Alto y San José de Maipo[12]

| Candidato                | Pacto                         | Partido | Votos  | %     | Resultado |
| ------------------------ | ----------------------------- | ------- | ------ | ----- | --------- |
| Osvaldo Andrade Lara     | Nueva Mayoría                 | PS      | 61 037 | 31,04 | Diputado  |
| Leopoldo Pérez Lahsen    | Alianza                       | RN      | 46 314 | 23,55 | Diputado  |
| Patricio Laguna Gebauer  | Alianza                       | UDI     | 30 053 | 15,28 |           |
| Marcela Labraña Santana  | Nueva Mayoría                 | PDC     | 20 769 | 10,56 |           |
| Víctor Ortiz Avendaño    | Si tú quieres, Chile cambia   | PRO     | 10 710 | 5,44  |           |
| Gonzalo Íñiguez González | Nueva Constitución para Chile | ECOV    | 9879   | 5,02  |           |
| Adrián Barahona Diéguez  | Partido Humanista             | PH      | 7821   | 3,97  |           |
| Lucy Ovando Vásquez      | Si tú quieres, Chile cambia   | PRO     | 6382   | 3,24  |           |
| Larry Garate Rivera      | Nueva Constitución para Chile | ILH     | 3667   | 1,86  |           |

### Elecciones parlamentarias de 2017
- Elecciones parlamentarias de 2017, candidata a diputada por el distrito 12 (La Florida, La Pintana, Pirque, Puente Alto y San José de Maipo):[13]

| Candidato                      | Pacto                    | Partido | Votos  | %     | Resultado |
| ------------------------------ | ------------------------ | ------- | ------ | ----- | --------- |
| Ximena Ossandón Irarrázabal    | Chile Vamos              | RN      | 52 289 | 14,99 | Diputada  |
| Camila Vallejo Dowling         | La Fuerza de la Mayoría  | PCCh    | 47 708 | 13,67 | Diputada  |
| Pamela Jiles Moreno            | Frente Amplio            | PH      | 44 895 | 12,87 | Diputada  |
| Leopoldo Pérez Lahsen          | Chile Vamos              | RN      | 29 896 | 8,57  | Diputado  |
| Álvaro Carter Fernández        | Chile Vamos              | IND-UDI | 27 346 | 7,84  | Diputado  |
| Miguel Crispi Serrano          | Frente Amplio            | RD      | 25 644 | 7,35  | Diputado  |
| Osvaldo Andrade Lara           | La Fuerza de la Mayoría  | PS      | 12 226 | 3,50  |           |
| Patricio Muñoz Cárdenas        | Independiente            | IND     | 10 179 | 2,92  |           |
| Nicole Valdebenito Torres      | Convergencia Democrática | PDC     | 7266   | 2,08  |           |
| Olga González del Riego García | Chile Vamos              | RN      | 6846   | 1,96  |           |
| Amaro Labra Sepúlveda          | La Fuerza de la Mayoría  | PCCh    | 6366   | 1,82  | Diputado  |
| Karina Oliva Pérez             | Frente Amplio            | Poder   | 5692   | 1,63  |           |